# Mario Furore
Mario Furore (ur. 25 grudnia 1988 w Foggii) – włoski polityk, poseł do Parlamentu Europejskiego IX i X kadencji.

## Życiorys
W 2007 ukończył szkołę średnią, a w 2014 studia prawnicze na Uniwersytecie LUISS w Rzymie. Zaangażował się w działalność polityczną w ramach Ruchem Pięciu Gwiazd. Brał udział w kampaniach wyborczych tego ugrupowania. W latach 2015–2019 był doradcą Rosy Barone, radnej regionu Apulia. W wyborach w 2019 z listy Ruchu Pięciu Gwiazd uzyskał mandat deputowanego do Parlamentu Europejskiego IX kadencji. Z powodzeniem ubiegał się o poselską reelekcję w 2024.